# Cuchilla del Ombú
Cuchilla del Ombú é uma localidade uruguaia do departamento de Tacuarembó, na zona nordeste do departamento. Está situada a 28 km da cidade de Tacuarembó, capital do departamento.

## Toponímia
O nome da localidade vêm da Cuchilla del Ombú. Este "Ombú" é a Phytolacca dioica, que não possui relação com o Umbu, árvore de clima semiárido.

## População
Segundo o censo de 2011 a localidade contava com uma população de 87 habitantes.
| Variação demográfica do município entre 2004 e 2011 |
|                                                     |

## Geografia
Cuchilla del Ombú se situa próxima das seguintes localidades: ao norte, Tacuarembó, a oeste, Sauce de Batoví, ao sul, Ansina e ao nordeste, Minas de Corrales (departamento de Rivera).

## Autoridades
A localidade é subordinada diretamente ao departamento de Tacuarembó, não sendo parte de nenhum município tacuaremboense.

## Religião
A localidade possui uma capela "Nossa Senhora da Assunção", subordinada à paróquia "São Fructuoso" (cidade de Tacuarembó), pertencente à Diocese de Tacuarembó

## Transporte
A localidade possui a seguinte rodovia:
- Ruta 26, que liga o município de Río Branco (Departamento de Cerro Largo) - Ponte Internacional Barão de Mauá / Jaguarão (Rio Grande do Sul) e a (BR-116 - à cidade de Lorenzo Geyres (Departamento de Paysandú). [10][11][12]

## Locais de interesse
A localidade possui um sítio paleontológico onde há sinais de "pegadas de dinossauros" 